# High Efficiency Video Coding

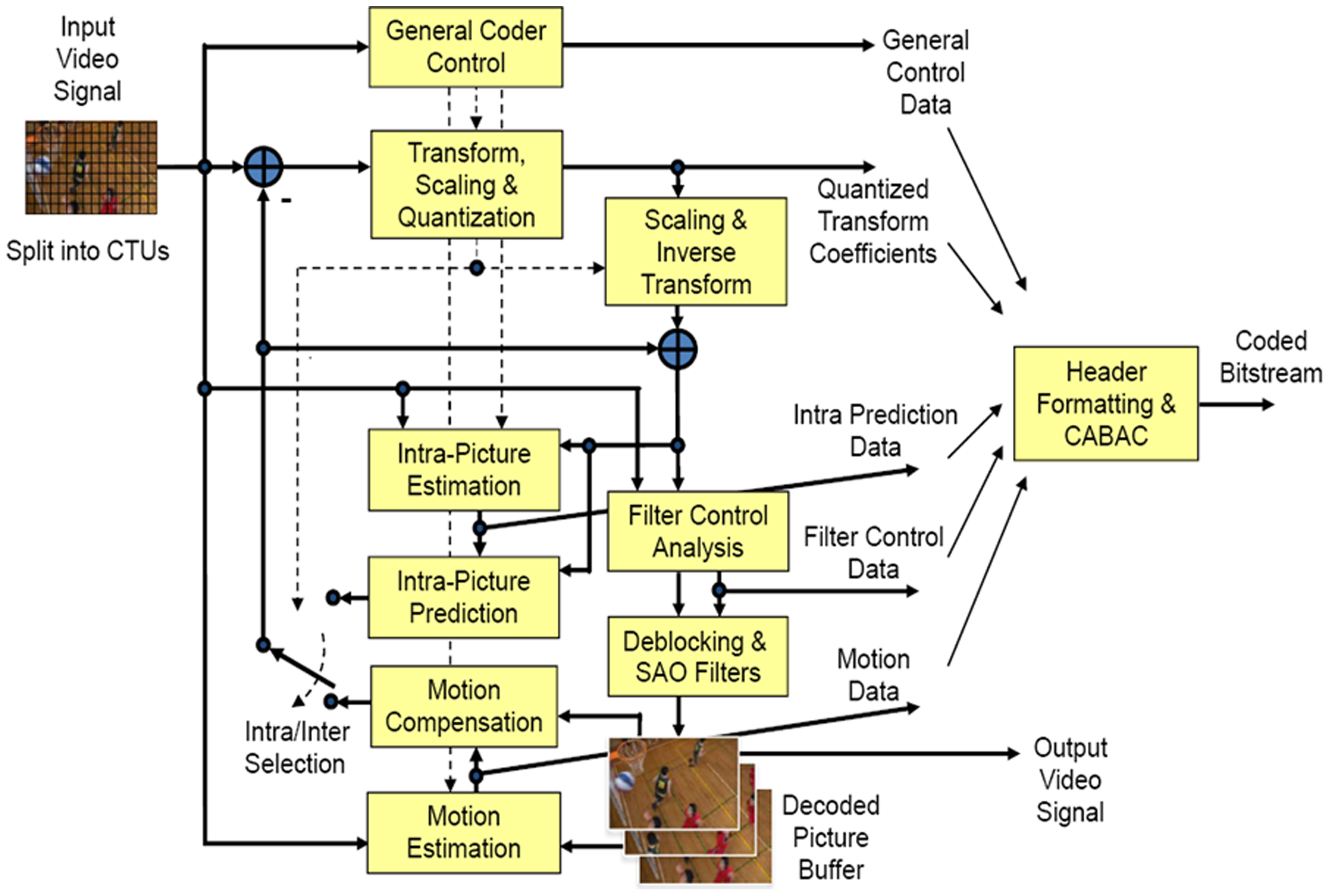
Diagramma a blocchi della codifica HEVC

High Efficiency Video Coding (HEVC o H.265) è uno standard di compressione video approvato il 25 gennaio 2013, erede dell'H.264/MPEG-4 AVC (Advanced Video Coding, codifica video avanzata), sviluppato dal Moving Picture Experts Group (MPEG) e dal Video Coding Experts Group (VCEG) dell'ITU-T sotto il nome di ISO/IEC 23008-2 MPEG-H Part 2 e ITU-T H.HEVC.

## Storia
Per ottenere queste prestazioni, i gruppi di lavoro hanno raffinato ulteriormente l’algoritmo dell’H.264 sotto diversi aspetti: aumentando la densità di pixel del blocco di codifica (da 16×16 a 64×64 pixel), così da sfruttare meglio la correlazione tra pixel vicini con segnali Ultra HD, utilizzando partizioni complesse (es.: rettangolari e combinate) al posto dei precedenti macroblocchi, migliorando l’accuratezza delle tecniche di predizione tra i quadri nell’ambito dello stesso quadro, ottimizzando il sistema di trasmissione dei vettori in movimento all’interno del flusso video, parallelizzando il processo di compressione (intraframe e interframe).
MPEG e VCEG hanno stabilito un gruppo JCT-VC (Joint Collaborative Team on Video Coding) per sviluppare lo standard HEVC.

## Caratteristiche
HEVC migliora la qualità video, raddoppia il rapporto della compressione dei dati rispetto ad H.264 e supporta l'ultra alta definizione a 8K e risoluzioni maggiori fino a 8192×4320 pixel.
HEVC può essere utilizzato da vari dispositivi: per esempio dai televisori a ultra alta definizione (UHDTV), dagli Ultra HD Blu-ray o dai telefoni cellulari e smartphone.
| Codifica video      | Tasso di riduzione media per bit | Tasso di riduzione media per bit | Tasso di riduzione media per bit | Tasso di riduzione media per bit |
| Codifica video      | H.264/MPEG-4 AVC HP              | MPEG-4 ASP                       | H.263 HLP                        | H.262/MPEG-2 MP                  |
| ------------------- | -------------------------------- | -------------------------------- | -------------------------------- | -------------------------------- |
| HEVC MP             | 44,0 %                           | 63,7 %                           | 65,1 %                           | 70,8 %                           |
| H.264/MPEG-4 AVC HP | -                                | 44,5 %                           | 46,6 %                           | 55,4 %                           |
| MPEG-4 ASP          | -                                | -                                | 3,9 %                            | 19,7 %                           |
| H.263 HLP           | -                                | -                                | -                                | 16,2 %                           |

## Versioni
Versioni di HEVC/H.265 standard che usano l'approvazione ITU-T:
- Versione 1: (13 aprile, 2013) contiene i profili Main, Main 10, e Main Still Picture.[3][4][5] Questo standard è stato ufficialmente pubblicato dall'ITU-T il 7 Luglio 2013 e dall'ISO/IEC il 25 Novembre 2013.
- Versione 2: (29 ottobre, 2014) aggiunge 21 profili, 2 profili scalabili, e un profilo multi-view.
- Versione 3: (29 aprile, 2015) aggiunge il profilo 3D Main[6][7][8]
- Versione 4: (22 dicembre, 2016) aggiunge 7 profili d'estensione di screen content, 3 profili d'estensione ad alto throughput, e 4 profili d'estensione scalabili.[9]

## Profili
| Feature                                                  | Versione 1 | Versione 1 | Versione 2 | Versione 2    | Versione 2    | Versione 2          | Versione 2          | Versione 2          | Versione 2          | Versione 2 |
| Feature                                                  | Main       | Main 10    | Main 12    | Main 4:2:2 10 | Main 4:2:2 12 | Main 4:4:4          | Main 4:4:4 10       | Main 4:4:4 12       | Main 4:4:4 16 Intra |            |
| -------------------------------------------------------- | ---------- | ---------- | ---------- | ------------- | ------------- | ------------------- | ------------------- | ------------------- | ------------------- | ---------- |
| Profondità Bit                                           | 8          | 8 a 10     | 8 a 12     | 8 a 10        | 8 a 12        | 8                   | 8 a 10              | 8 a 12              | 8 a 16              |            |
| Formati Chroma sampling                                  | 4:2:0      | 4:2:0      | 4:2:0      | 4:2:0/ 4:2:2  | 4:2:0/ 4:2:2  | 4:2:0/ 4:2:2/ 4:4:4 | 4:2:0/ 4:2:2/ 4:4:4 | 4:2:0/ 4:2:2/ 4:4:4 | 4:2:0/ 4:2:2/ 4:4:4 |            |
| 4:0:0 (Monocromo)                                        | No         | No         | Sì         | Sì            | Sì            | Sì                  | Sì                  | Sì                  | Sì                  |            |
| Predizione pesata ad alta precisione                     | No         | No         | Sì         | Sì            | Sì            | Sì                  | Sì                  | Sì                  | Sì                  |            |
| Lista di offset Chroma QP                                | No         | No         | Sì         | Sì            | Sì            | Sì                  | Sì                  | Sì                  | Sì                  |            |
| Predizione Cross-component                               | No         | No         | No         | No            | No            | Sì                  | Sì                  | Sì                  | Sì                  |            |
| Disabilitazione di Intra smoothing                       | No         | No         | No         | No            | No            | Sì                  | Sì                  | Sì                  | Sì                  |            |
| Adattamento Persistent Rice                              | No         | No         | No         | No            | No            | Sì                  | Sì                  | Sì                  | Sì                  |            |
| Esplicito/implicito RDPCM                                | No         | No         | No         | No            | No            | Sì                  | Sì                  | Sì                  | Sì                  |            |
| Trasforma la dimensione dei skip block più grandi di 4x4 | No         | No         | No         | No            | No            | Sì                  | Sì                  | Sì                  | Sì                  |            |
| Trasforma lo skip context/rotation                       | No         | No         | No         | No            | No            | Sì                  | Sì                  | Sì                  | Sì                  |            |
| Elaborazione di precisione estesa                        | No         | No         | No         | No            | No            | No                  | No                  | No                  | Sì                  |            |